# USS Oriole (MHC-55)
Pour les autres navires du même nom, voir USS Oriole.
L'USS Oriole (MHC-55) est un chasseur de mines de classe Osprey lancé en 1993. Le navire est en service de 1995 à 2006 dans l'US Navy. Il est ensuite vendu à la  Marine de la république de Chine (ROCN) où il prend le nom de ROCS Yung Jin (MHC-1310).

## Historique
C'est une unité de la classe Osprey de l'United States Navy construite par le chantier naval Intermarine USA (ex-Savannah Machine & Foundry) à Savannah en Géorgie. Il a été mis en service en 1995 sous le nom de USS Oriole (MHC-55) et déclassé en 2006 et vendu au ROCN.

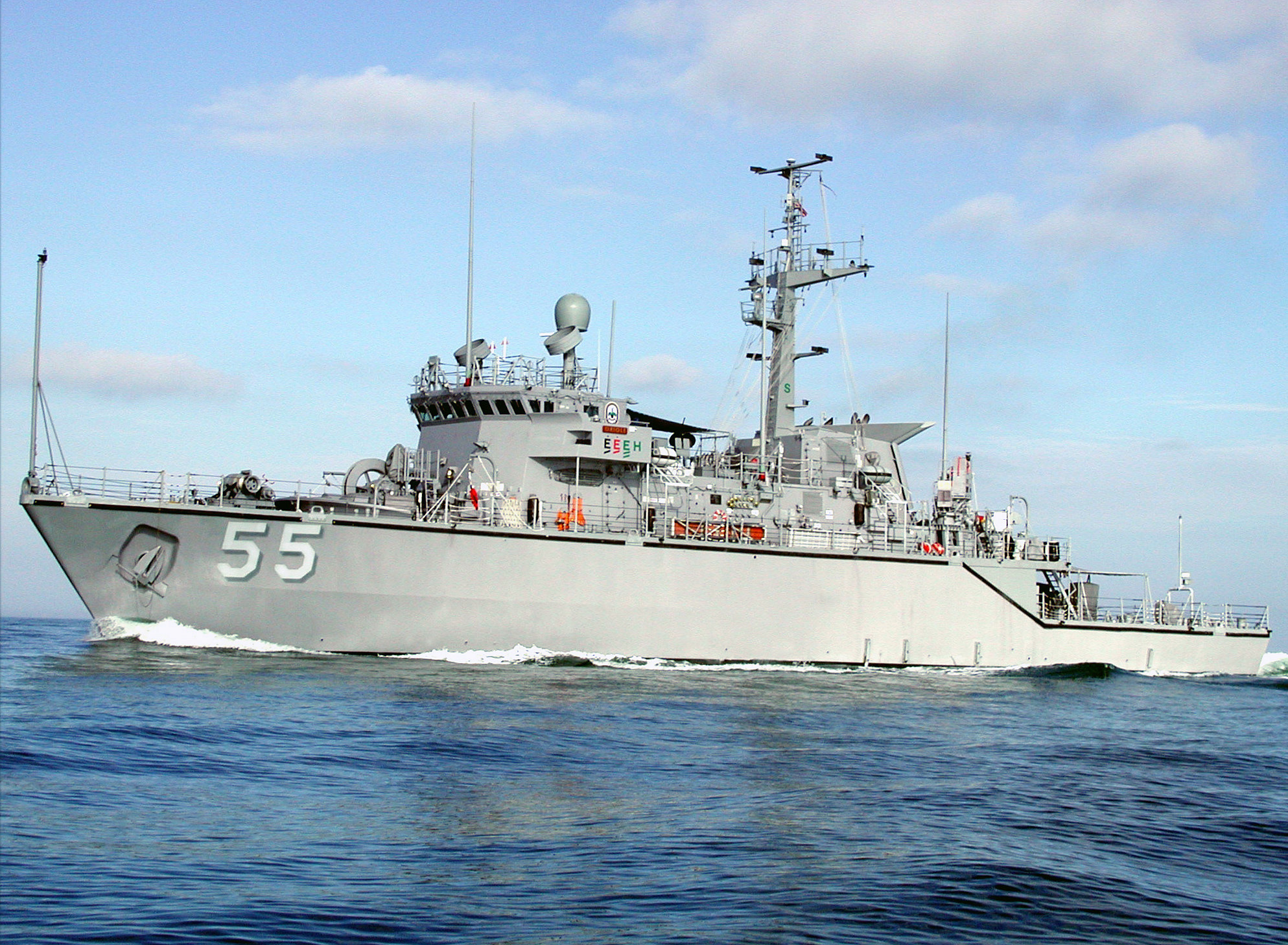
USS Oriole (MHC-55)
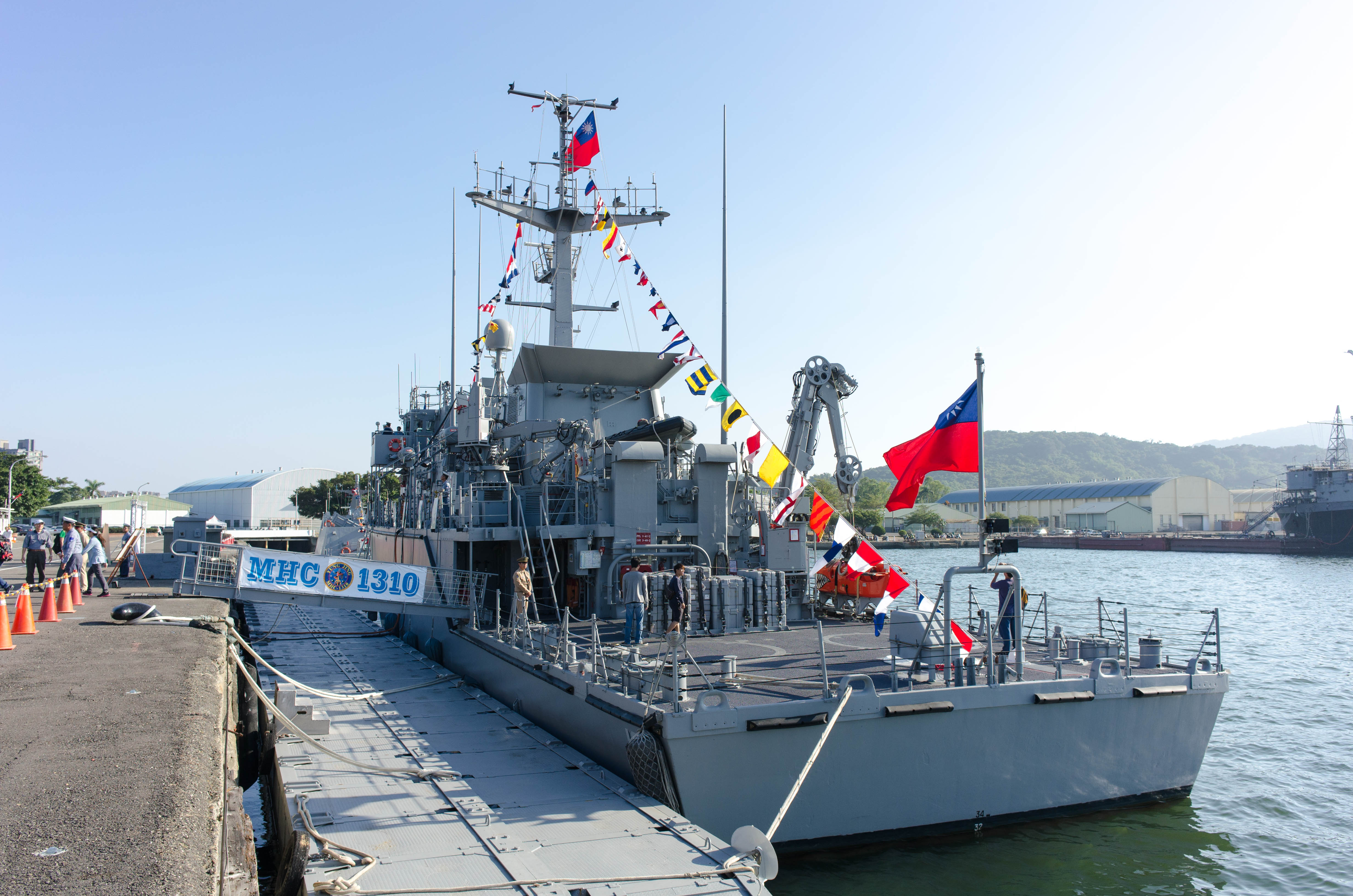
Yung Jin
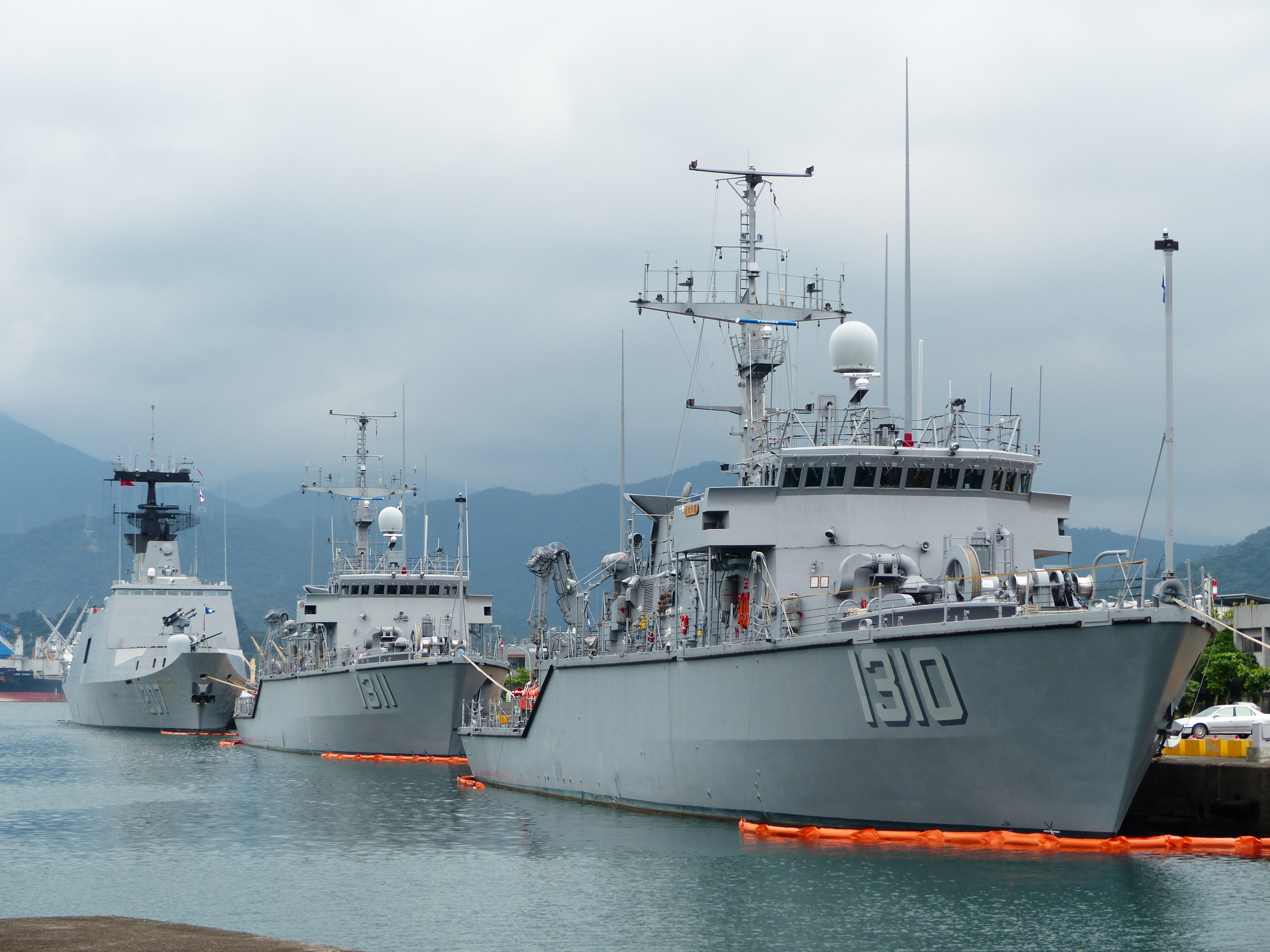
Yung Jin et Yung Jan